# Sidi Ali Bourakba
Sidi Ali Bourakba est un village du Rif marocain, créé en 1992 à la suite du détachement de Tizi Ouasli pour former une commune autonome.
Le village abrite près de 1 300 habitants. Il est situé à 800 m d'altitude dans le massif montagneux du Rif, au nord-est du Maroc, à 65 km de Nador à 45 km de Driouch et 90 km de Taza. Il est traversé par la route régionale 505.